# Eustrotia astydamia
Eustrotia astydamia är en fjärilsart som beskrevs av William Schaus 1894. Eustrotia astydamia ingår i släktet Eustrotia och familjen nattflyn. Inga underarter finns listade i Catalogue of Life.